# Gemeine Streckerspinne
Die Gemeine Streckerspinne (Tetragnatha extensa) gehört innerhalb der Ordnung der Webspinnen (Araneae) zur Familie der Streckerspinnen. Sie kommt in ganz Europa vor.

## Beschreibung
Die Gemeine Streckerspinne ist die größte Art der Gattung der Eigentlichen Streckerspinnen in Mitteleuropa. Weibchen haben eine Körperlänge von 10–12 mm, Männchen werden 6–9 mm lang. Vorderkörper (Prosoma) und Beine sind einfarbig beigebraun.
Der längliche Hinterkörper (Opisthosoma) trägt auf gelblichem bis grünlichem Grund eine schmale dunkle Strichzeichnung mit angedeuteter Mittellinie, die meist von einer dunklen feinmaschigen Netzzeichnung umgeben ist. Die Unterseite ist dunkelbraun.
Männchen haben einen großen Dorn am Grundglied der Cheliceren, der bei der Kopulation zum Festklammern der Cheliceren des Weibchens dient.

## Verbreitung und Lebensraum
Die Art besiedelt die gesamte Holarktis, sowie Ozeanien, Australien und Neuseeland. Das Verbreitungsgebiet umfasst die arktischen bis subtropischen Zonen. Sie kommt in ganz Europa vor. Sie bewohnt Wiesen und Hochstaudenfluren in offenen Landschaften, fast immer in Gewässernähe.

## Lebensweise

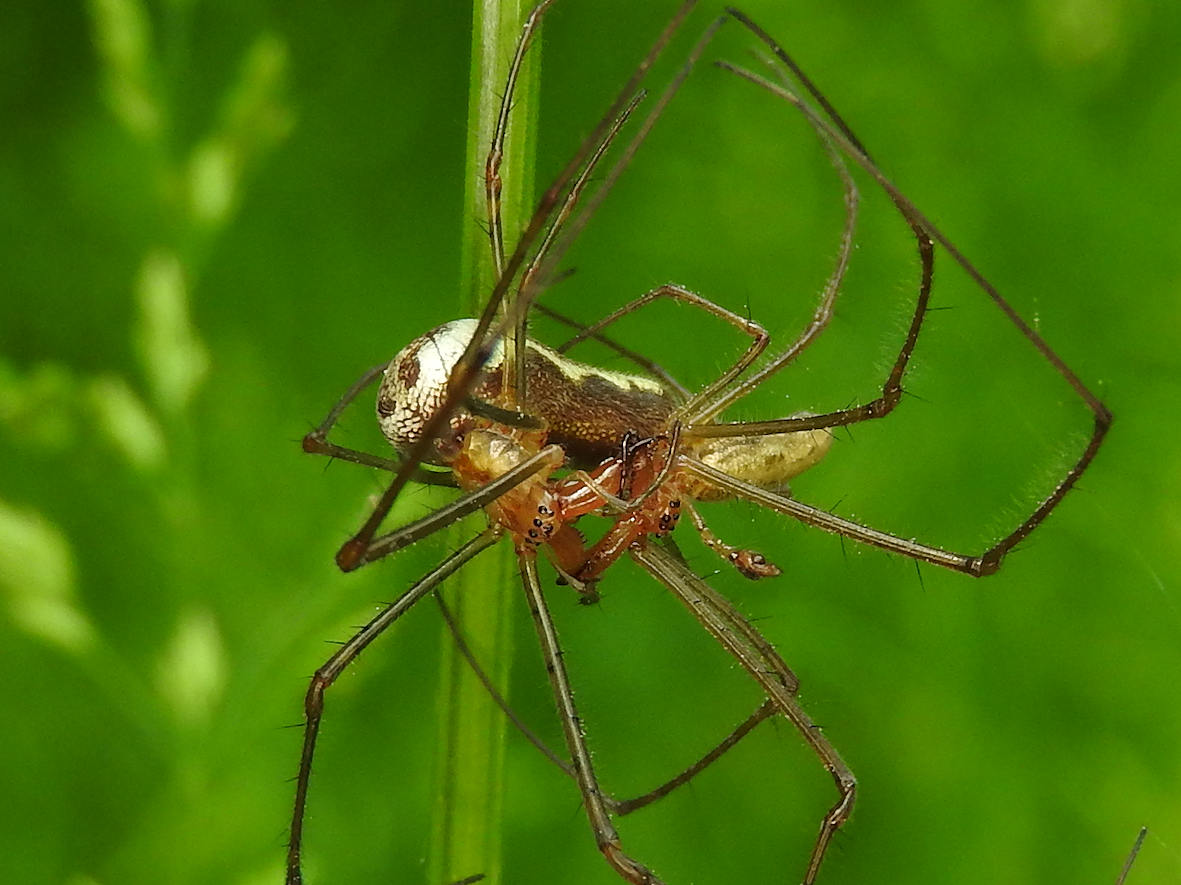
Gemeine Streckerspinnen bei der Paarung. Die Cheliceren des Weibchens werden vom Männchen mit den eigenen Cheliceren blockiert.

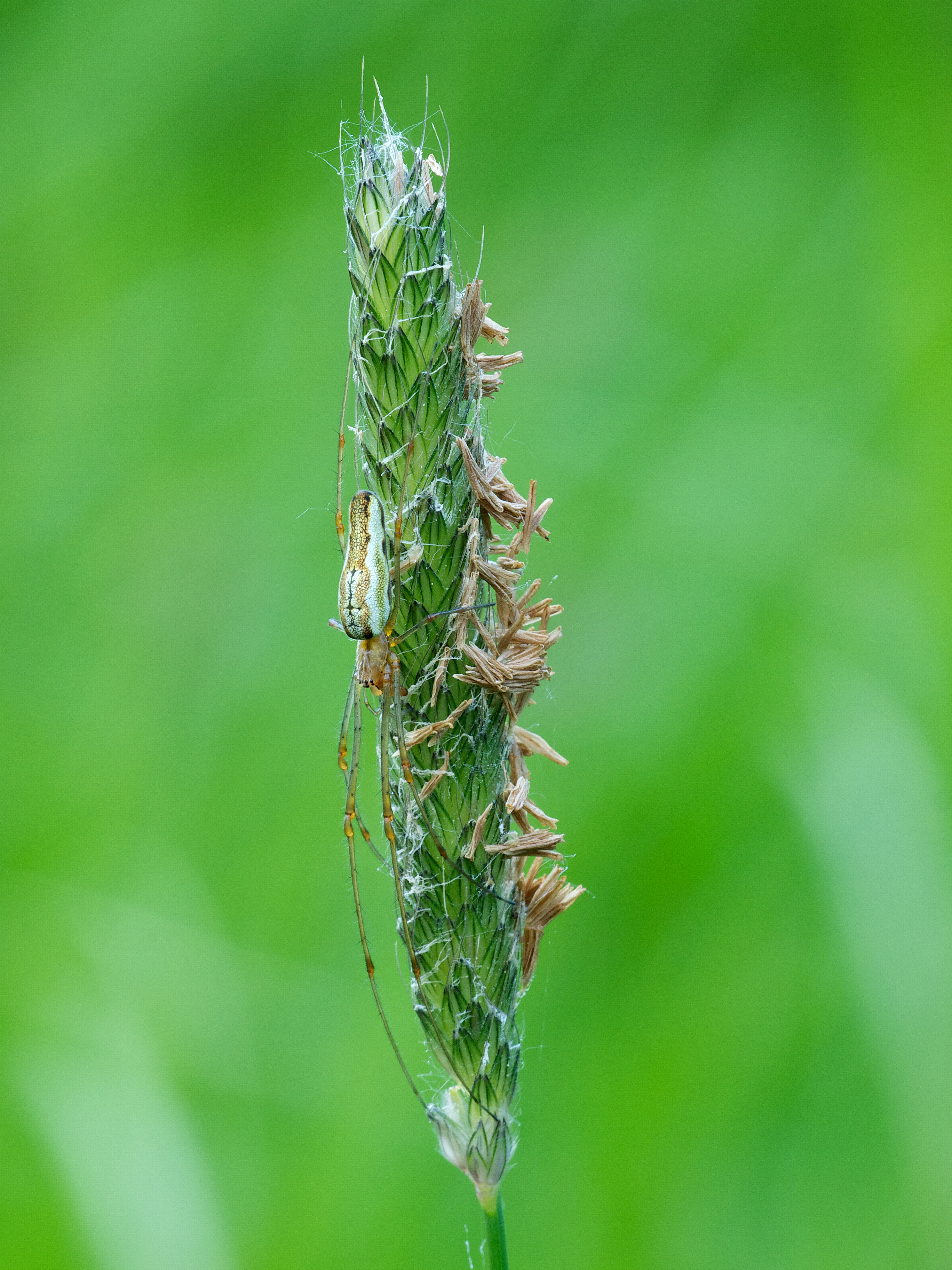
Gemeine Streckerspinne (Weibchen) in typischer gut getarnter Ruhestellung

Die Streckerspinne baut in Bodennähe oder direkt über der Wasseroberfläche kleine Radnetze mit einer offenen Nabe an Grashalmen und Pflanzenstängeln. Sie sitzt in Ruhestellung an der Unterseite von Blättern und Zweigen in langgestreckter Haltung und ist so sehr gut getarnt. Geschlechtsreife Tiere kommen von Mai bis September vor. Paarungen finden in Mitteleuropa vor allem im Juni statt: Beim Paarungsvorgang hält das Männchen mit seinen Cheliceren die weiblichen Cheliceren fest. Der Kokon ist sehr charakteristisch; er zeigt zahlreiche unregelmäßige, graue oder grünliche Fortsätze und wird meist an einem Grashalm befestigt.

## Gefährdung
Die Art ist weit verbreitet und in geeigneten Habitaten häufig. Sie wird in Deutschland in der Roten Liste als „ungefährdet“ eingestuft.